# Bajos de Santo Domingo
Bajos de Santo Domingo är en ort i Mexiko.   Den ligger i kommunen Santo Domingo de Morelos och delstaten Oaxaca, i den sydöstra delen av landet, 500 km sydost om huvudstaden Mexico City. Bajos de Santo Domingo ligger 154 meter över havet och antalet invånare är 593.
Terrängen runt Bajos de Santo Domingo är huvudsakligen kuperad, men åt sydväst är den platt. Runt Bajos de Santo Domingo är det ganska glesbefolkat, med 45 invånare per kvadratkilometer. Närmaste större samhälle är El Camalote, 8,2 km nordost om Bajos de Santo Domingo. Omgivningarna runt Bajos de Santo Domingo är en mosaik av jordbruksmark och naturlig växtlighet.